# Luke Sikma
Lucas Clayton Sikma (Bellevue (Washington), 30 de julho de 1989) é um basquetebolista profissional estadunidense que atualmente defende o Alba Berlin. O atleta que possui 2,03m de altura e pesa 107kg  atua na posição Ala-pivô.

## Títulos e Honrarias

### Clubes
- Campeão da LEB Ouro 2012-13 (Ford Burgos)
- Campeão da Copa Príncipe de Astúrias 2012-13 (Ford Burgos)

## Ligações Externas
- Luke Sikma no X
- Página de Luk Sikma no Sítio da Liga ACB